# 拉布赫
拉布赫是奥地利施蒂利亚州魏茨县的一个市镇。总面积7.25平方公里，总人口775人，人口密度106.9人/平方公里（2005年）。